# Манчестерський університет
Манчестерський університет (англ. The University of Manchester) — один з найзначніших британських університетів з числа знаменитих «університетів з червоної цегли». Розташований у місті Манчестер. Також входить до складу Групи Рассел і групи N8 (N8 Group) зі співробітництва у дослідницьких проектах.
У сучасній організаційній формі університет існує з 1 жовтня 2004 року після злиття Манчестерського університету Вікторії, що існував раніше (Victoria University of Manchester) та був відомий як Манчестерський університет, і Науково-технологічного інституту Манчестерського університету (UMIST — англ. University of Manchester Institute of Science and Technology). Випускниками, аспірантами та співробітниками Манчестерського університету (включаючи колишні виші, на базі яких його було створено в нинішньому вигляді) були 25 лауреатів Нобелівської премії; таким чином, за кількістю Нобелівських лауреатів він перебуває на третьому місці після Оксфорду і Кембриджу.
У 2007/08 навчальному році тут навчалось понад 40000 студентів за 500 академічними програмами, а персонал налічував понад 10000 чоловік, що робило Манчестерський університет найбільшим з британських університетів, що не має віддалених філій. Конкурс до Манчестерського університету — найбільший у Великій Британії. Річний прибуток університету 2007 року склав 637 мільйонів фунтів стерлінгів.
Під час першої з часів заснування університету в сучасному вигляді національної оцінки вишів, що відбулась 2008 року, на предмет їхніх дослідницьких можливостей, Манчестерський університет опинився на 3-му місці за дослідницьким потенціалом після Оксфорду й Кембриджу, та на 8-му місці в рейтингу, що включав спеціалізовані інститути.

## Історія
1824 року відомий хімік Джон Дальтон у співпраці з манчестерськими підприємцями та промисловцями заснував Механічний інститут (UMIST), щоб робітники могли вивчати основи наук. Невдовзі після цього, 1846 року, манчестерський торговець текстилем Джон Овенс заповів 96942 фунти на заснування коледжу для надання чоловікам освіти, не пов'язаної з сектами. Розпорядники його майна започаткували 1851 року в Манчестері Коледж Овенса. 1880 року на підставі королівської грамоти було засновано університет, який 1903 року було перейменовано на Манчестерський університет Вікторії, а надалі поглинув Коледж Овенса.

### Манчестерський музей

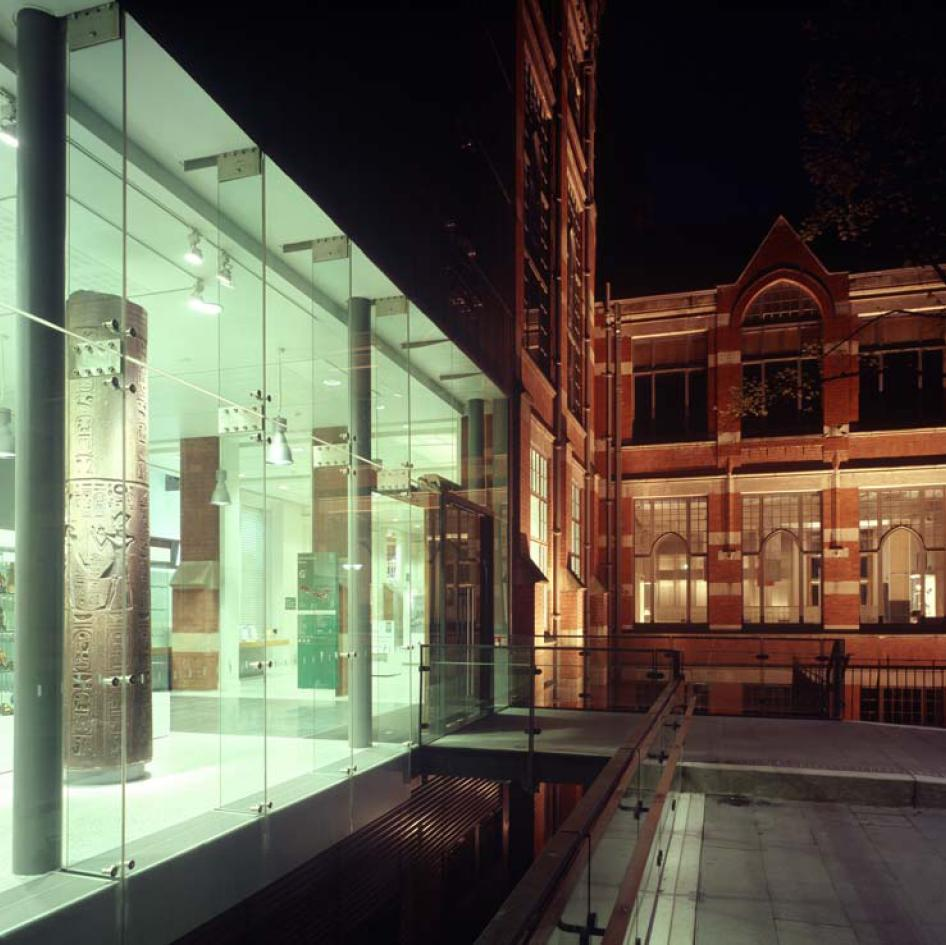
Сучасний вхід до Манчестерського музею

У Манчестерському музеї зберігається близько 4,25 мільйонів експонатів з різних країн світу. Зокрема, тут представлено колекції метеликів та різних зображень з Індії, птахів та одягу з деревинної кори з Океанії, живі жаби та індіанська кераміка з Америки, копалини та мистецтво аборигенів з Австралії, ссавці та предмети стародавнього ремесла з Африки, рослини, монети й мінерали з Європи, мистецтво стародавніх країн Середземномор'я, комахи та зброя з Азії. У листопаді 2004 року музей придбав відливку скам'янілого Tyrannosaurus rex на прізвисько Стен.
Історія музею починається з 1821 року, коли перші колекції для експозицій надала Манчестерської спілки природничої історії, до яких згодом додались колекції Манчестерської геологічної спілки.
Через фінансові труднощі й на пораду відомого біолога еволюціоніста Томаса Гекслі Коледж Овенса узяв на себе відповідальність за колекції 1867 року. Коледж доручив Альфреду Вотерхаузу, архітектору, який спроектував Лондонський музей природничої історії, спроектувати будівлю музею на Оксфорд-Роуд. Музей було відкрито для відвідувачів наприкінці 1880-х років.

### Галерея мистецтв Вітворта

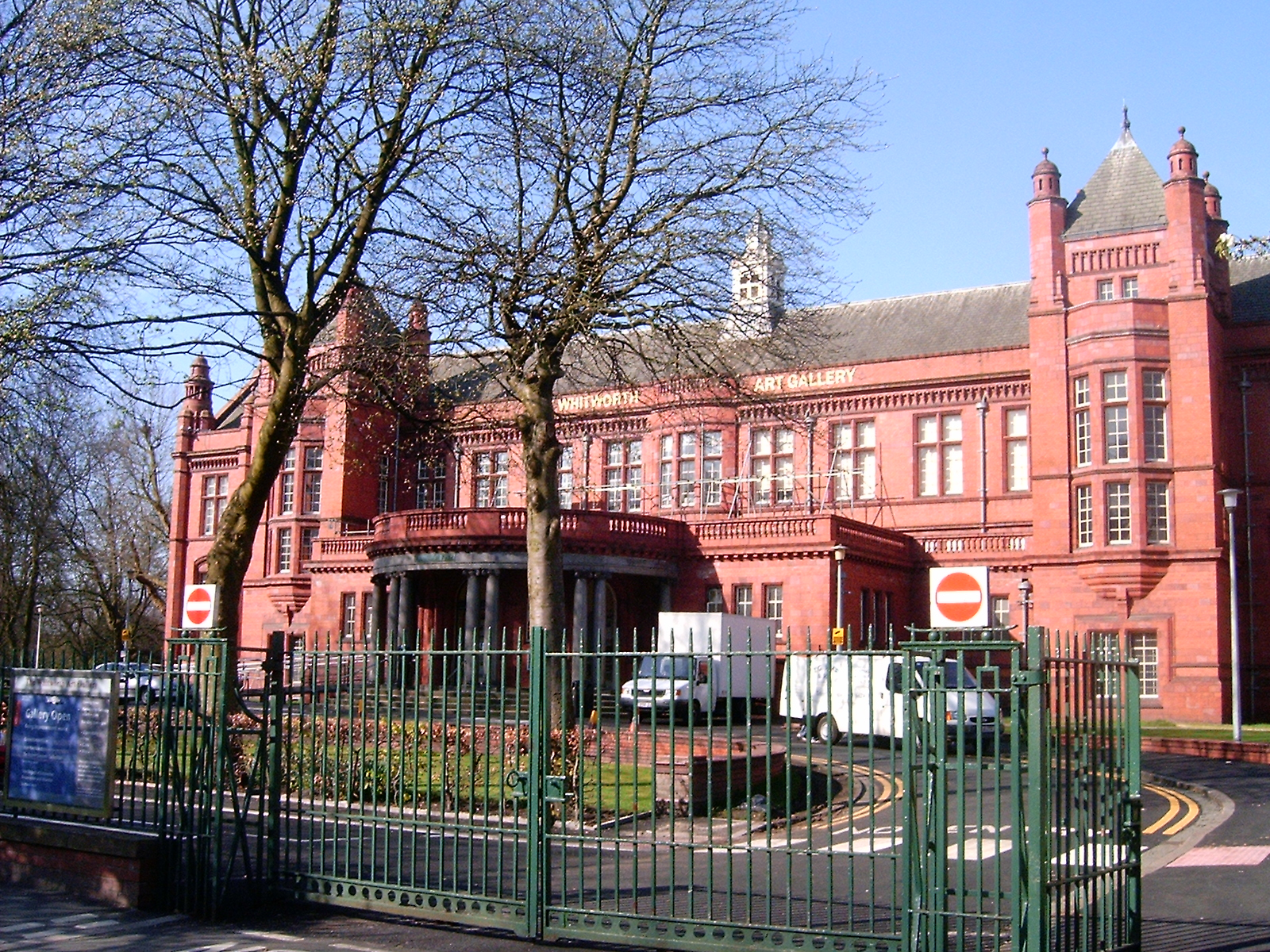
Галерея мистецтв Вітворта

У Галереї мистецтв Вітворта зберігаються колекції всесвітньо відомих британських акварелей, тканин і шпалер, а також сучасні та історичні гравюри, друковані твори, малюнки, картини та скульптури. Колекція музею налічує 31000 експонатів. Упродовж всього року працюють різні тимчасові виставки.
Галерею заснував Роберт Дербішир (Robert Darbishire) на пожертвування сера Джозефа Вітворта 1889 року під назвою «Інститут і парк Вітворта» (англ. The Whitworth Institute and Park). За 70 років галерея офіційно увійшла до складу Манчестерського університету. У жовтні 1995 року було відкрито Двір з мезоніном (англ. Mezzanine Court) в центрі будівлі, де нині розміщено скульптур.

### Театр «Контакт»

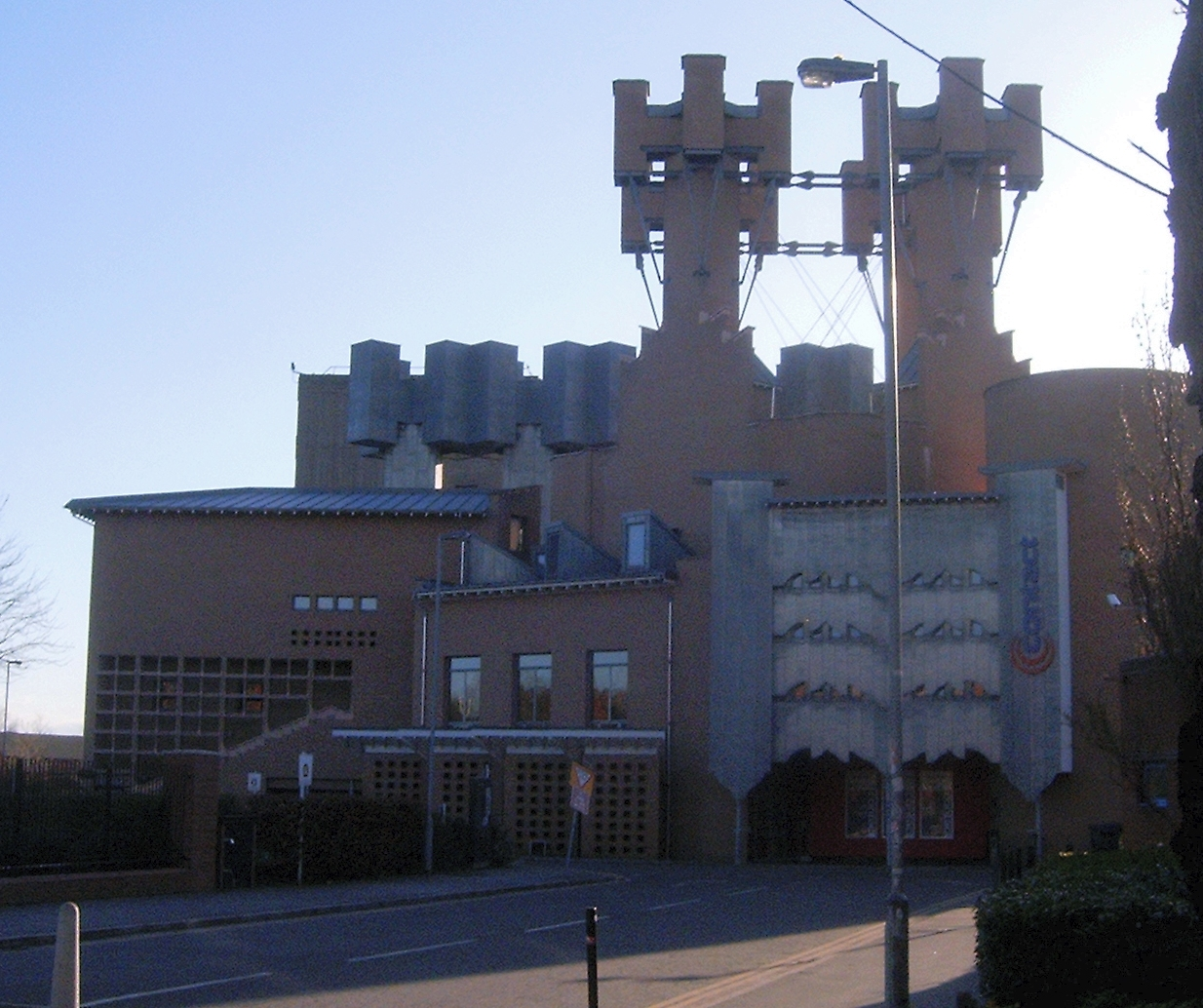
Театр «Контакт»

Театр «Контакт» (Contact Theatre) подає спектаклі, в основному розраховані на молодіжну аудиторію. Будівлю у вигляді фортеці зведено 1999 року. Високі вежі забезпечують природну вентиляцію приміщення без необхідності установки кондиціонерів.